# أيزاياه ماكنزي
أيزاياه ماكنزي (بالإنجليزية: Isaiah McKenzie)‏ هو لاعب كرة قدم أمريكية أمريكي، ولد في 9 أبريل 1995 في ميامي في الولايات المتحدة.